# Clásico RCN 2018
La 58.ª edición del Clásico RCN (oficialmente: Clásico RCN Arawak 2018) se celebró entre el 21 y el 30 de septiembre de 2018 con inicio en la ciudad de Cali y final en la ciudad de Medellín en Colombia. El recorrido constó de un total de 10 etapas sobre una distancia total de 1264,1 km.
La carrera se realizó como una competencia de categoría nacional no UCI siendo parte del calendario de la Federación Colombiana de Ciclismo para 2018 y fue ganada por el ciclista colombiano Alex Cano del equipo Coldeportes Zenú. El podio lo completaron, en segundo lugar, Edward Beltrán del EPM-Scott y en tercer lugar Didier Chaparro del Team Supergiros.

## Equipos participantes
Tomaron la partida un total de 19 equipos, de los cuales 1 equipo fue de categoría Profesional Continental, 6 Continentales y 12 equipos regionales y de clubes, quienes conformaron un pelotón de 163 ciclistas de los cuales terminaron 129. Los equipos participantes fueron:
| Equipo continental profesional- Manzana Postobón Equipos continentales (6)- Orgullo Paisa - Coldeportes Zenú - EPM - GW Shimano - Bicicletas Strongman - Medellín-Éxito Equipos ciclistas aficionados (6)- Aguardiente Néctar 4WD IMRD Chía - EBSA Empresa de Energía Boyacá - Fuerzas Armadas-Ejército Nacional - Fundación Depormundo - Sundark Arawak - Tolima es Pasión Equipos regionales y de clubes (4)- BetPlay Cycling Team - Boyacá es Para Vivirla - JB Ropa Deportiva - Supergiros Unknown team category- Deprisa |
| |

## Recorrido
La edición 2018 tuvo como gran atractivo el cruce por el tríptico montañoso más importante del relieve colombiano (Altos de La Línea, Letras y Minas), atravesando por el Alto de La Línea en la etapa 3, el Alto de Letras en la etapa 7 y el Alto de Minas en la etapa 8, en conjunto con el Salto Tequendama que se atravesó en la etapa 4. 
| Etapa      | Fecha     | Recorrido                           | type                    | Distancia (km) | Ganador              | Líder                |
| ---------- | --------- | ----------------------------------- | ----------------------- | -------------- | -------------------- | -------------------- |
| 1.ª etapa  | 21 de sep | Santiago de Cali – Santiago de Cali | etapa llana             | 29,3           | Miguel Ángel Rubiano | Miguel Ángel Rubiano |
| 2.ª etapa  | 22 de sep | Santiago de Cali – Armenia          | etapa escarpada         | 181,7          | Óscar Quiroz         | Óscar Quiroz         |
| 3.ª etapa  | 23 de sep | Calarcá – Anapoima                  | etapa de montaña        | 200,8          | José Tito Hernández  | José Tito Hernández  |
| 4.ª etapa  | 24 de sep | Anapoima – Funza                    | etapa de montaña        | 122,8          | Carlos Quintero      | Carlos Quintero      |
| 5.ª etapa  | 25 de sep | Guasca – Sesquilé                   | contrarreloj individual | 28,5           | Óscar Sevilla        | Óscar Sevilla        |
| 6.ª etapa  | 26 de sep | Tabio – Mariquita                   | etapa escarpada         | 177,7          | Rafael Montiel       | Óscar Sevilla        |
| 7.ª etapa  | 27 de sep | Mariquita – Manizales               | etapa de montaña        | 114,5          | Didier Chaparro      | Alex Cano            |
| 8.ª etapa  | 28 de sep | Anserma – La Estrella               | etapa de montaña        | 170            | Edward Beltrán       | Alex Cano            |
| 9.ª etapa  | 29 de sep | San Félix – Bello                   | etapa escarpada         | 119,7          | Jaime Castañeda      | Alex Cano            |
| 10.ª etapa | 30 de sep | Medellín – Medellín                 | etapa llana             | 94,5           | Jairo Cano Salas     | Alex Cano            |

## Desarrollo de la carrera

### 1.ª etapa
| Santiago de Cali - Santiago de Cali | etapa llana | (29,3 km) |

| \| Clasificación de la etapa \| Clasificación de la etapa \| Clasificación de la etapa \| Clasificación de la etapa \| Clasificación de la etapa \| \| Ciclista \| Ciclista \| Equipo \| Tiempo \| \| \| ------------------------- \| ------------------------- \| ------------------------------ \| ------------------------- \| ------------------------- \| \| 1.º \| Miguel Ángel Rubiano \| Coldeportes-Zenú \| 36 min 16 s \| \| \| 2.º \| Omar Mendoza \| Medellín \| + 1 s \| \| \| 3.º \| Óscar Sevilla \| Medellín \| + 1 s \| \| \| 4.º \| Diego Ochoa \| EPM \| + 2 s \| \| \| 5.º \| Carlos Quintero \| Aguardiente Antioqueño \| + 2 s \| \| \| 6.º \| Juan Pablo Rendón \| GW Shimano \| + 3 s \| \| \| 7.º \| Fabio Duarte \| Manzana Postobón \| + 3 s \| \| \| 8.º \| Alexander Gil \| EPM \| + 3 s \| \| \| 9.º \| Óscar Pachón \| Aguardiente Antioqueño \| + 3 s \| \| \| 10.º \| Wilson Marentes \| EBSA Empresa de Energía Boyacá \| + 3 s \| \| |                      |                                |             |
| |                      |                                |             |
| |                      |                                |             |
| Clasificación de la etapa |                      |                                |             |
| Ciclista | Ciclista             | Equipo                         | Tiempo      |
| 1.º | Miguel Ángel Rubiano | Coldeportes-Zenú               | 36 min 16 s |
| 2.º | Omar Mendoza         | Medellín                       | + 1 s       |
| 3.º | Óscar Sevilla        | Medellín                       | + 1 s       |
| 4.º | Diego Ochoa          | EPM                            | + 2 s       |
| 5.º | Carlos Quintero      | Aguardiente Antioqueño         | + 2 s       |
| 6.º | Juan Pablo Rendón    | GW Shimano                     | + 3 s       |
| 7.º | Fabio Duarte         | Manzana Postobón               | + 3 s       |
| 8.º | Alexander Gil        | EPM                            | + 3 s       |
| 9.º | Óscar Pachón         | Aguardiente Antioqueño         | + 3 s       |
| 10.º | Wilson Marentes      | EBSA Empresa de Energía Boyacá | + 3 s       |

| \| Clasificación general \| Clasificación general \| Clasificación general \| Clasificación general \| Clasificación general \| \| Ciclista \| Ciclista \| Equipo \| Tiempo \| \| \| --------------------- \| --------------------- \| ------------------------------ \| --------------------- \| --------------------- \| \| 1.º \| Miguel Ángel Rubiano \| Coldeportes-Zenú \| 36 min 16 s \| \| \| 2.º \| Omar Mendoza \| Medellín \| + 1 s \| \| \| 3.º \| Óscar Sevilla \| Medellín \| + 1 s \| \| \| 4.º \| Diego Ochoa \| EPM \| + 2 s \| \| \| 5.º \| Carlos Quintero \| Aguardiente Antioqueño \| + 2 s \| \| \| 6.º \| Juan Pablo Rendón \| GW Shimano \| + 3 s \| \| \| 7.º \| Fabio Duarte \| Manzana Postobón \| + 3 s \| \| \| 8.º \| Alexander Gil \| EPM \| + 3 s \| \| \| 9.º \| Óscar Pachón \| Aguardiente Antioqueño \| + 3 s \| \| \| 10.º \| Wilson Marentes \| EBSA Empresa de Energía Boyacá \| + 3 s \| \| |                      |                                |             |
| |                      |                                |             |
| |                      |                                |             |
| Clasificación general |                      |                                |             |
| Ciclista | Ciclista             | Equipo                         | Tiempo      |
| 1.º | Miguel Ángel Rubiano | Coldeportes-Zenú               | 36 min 16 s |
| 2.º | Omar Mendoza         | Medellín                       | + 1 s       |
| 3.º | Óscar Sevilla        | Medellín                       | + 1 s       |
| 4.º | Diego Ochoa          | EPM                            | + 2 s       |
| 5.º | Carlos Quintero      | Aguardiente Antioqueño         | + 2 s       |
| 6.º | Juan Pablo Rendón    | GW Shimano                     | + 3 s       |
| 7.º | Fabio Duarte         | Manzana Postobón               | + 3 s       |
| 8.º | Alexander Gil        | EPM                            | + 3 s       |
| 9.º | Óscar Pachón         | Aguardiente Antioqueño         | + 3 s       |
| 10.º | Wilson Marentes      | EBSA Empresa de Energía Boyacá | + 3 s       |

### 2.ª etapa
| Santiago de Cali - Armenia | etapa escarpada | (181,7 km) |

| \| Clasificación de la etapa \| Clasificación de la etapa \| Clasificación de la etapa \| Clasificación de la etapa \| Clasificación de la etapa \| \| Ciclista \| Ciclista \| Equipo \| Tiempo \| \| \| ------------------------- \| ------------------------- \| -------------------------------- \| ------------------------- \| ------------------------- \| \| 1.º \| Óscar Quiroz \| Bicicletas Strongman Coldeportes \| 3 h 54 min 18 s \| \| \| 2.º \| Diego Ochoa \| EPM \| + 0 s \| \| \| 3.º \| Juan Pablo Suárez \| EPM \| + 0 s \| \| \| 4.º \| Juan Pablo Rendón \| GW Shimano \| + 0 s \| \| \| 5.º \| Óscar Sevilla \| Medellín \| + 0 s \| \| \| 6.º \| Miguel Ángel Rubiano \| Coldeportes-Zenú \| + 0 s \| \| \| 7.º \| Walter Pedraza \| GW Shimano \| + 0 s \| \| \| 8.º \| Óscar Pachón \| Aguardiente Antioqueño \| + 0 s \| \| \| 9.º \| Juan José Carrero \| Sundark Arawak \| + 0 s \| \| \| 10.º \| Fabio Duarte \| Manzana Postobón \| + 0 s \| \| |                      |                                  |                 |
| |                      |                                  |                 |
| |                      |                                  |                 |
| Clasificación de la etapa |                      |                                  |                 |
| Ciclista | Ciclista             | Equipo                           | Tiempo          |
| 1.º | Óscar Quiroz         | Bicicletas Strongman Coldeportes | 3 h 54 min 18 s |
| 2.º | Diego Ochoa          | EPM                              | + 0 s           |
| 3.º | Juan Pablo Suárez    | EPM                              | + 0 s           |
| 4.º | Juan Pablo Rendón    | GW Shimano                       | + 0 s           |
| 5.º | Óscar Sevilla        | Medellín                         | + 0 s           |
| 6.º | Miguel Ángel Rubiano | Coldeportes-Zenú                 | + 0 s           |
| 7.º | Walter Pedraza       | GW Shimano                       | + 0 s           |
| 8.º | Óscar Pachón         | Aguardiente Antioqueño           | + 0 s           |
| 9.º | Juan José Carrero    | Sundark Arawak                   | + 0 s           |
| 10.º | Fabio Duarte         | Manzana Postobón                 | + 0 s           |

| \| Clasificación general \| Clasificación general \| Clasificación general \| Clasificación general \| Clasificación general \| \| Ciclista \| Ciclista \| Equipo \| Tiempo \| \| \| --------------------- \| --------------------- \| -------------------------------- \| --------------------- \| --------------------- \| \| 1.º \| Óscar Quiroz \| Bicicletas Strongman Coldeportes \| 4 h 30 min 28 s \| \| \| 2.º \| Diego Ochoa \| EPM \| + 2 s \| \| \| 3.º \| Juan Pablo Suárez \| EPM \| + 5 s \| \| \| 4.º \| Miguel Ángel Rubiano \| Coldeportes-Zenú \| + 6 s \| \| \| 5.º \| Omar Mendoza \| Medellín \| + 7 s \| \| \| 6.º \| Óscar Sevilla \| Medellín \| + 7 s \| \| \| 7.º \| Carlos Quintero \| Aguardiente Antioqueño \| + 8 s \| \| \| 8.º \| Juan Pablo Rendón \| GW Shimano \| + 9 s \| \| \| 9.º \| Óscar Pachón \| Aguardiente Antioqueño \| + 9 s \| \| \| 10.º \| Fabio Duarte \| Manzana Postobón \| + 9 s \| \| |                      |                                  |                 |
| |                      |                                  |                 |
| |                      |                                  |                 |
| Clasificación general |                      |                                  |                 |
| Ciclista | Ciclista             | Equipo                           | Tiempo          |
| 1.º | Óscar Quiroz         | Bicicletas Strongman Coldeportes | 4 h 30 min 28 s |
| 2.º | Diego Ochoa          | EPM                              | + 2 s           |
| 3.º | Juan Pablo Suárez    | EPM                              | + 5 s           |
| 4.º | Miguel Ángel Rubiano | Coldeportes-Zenú                 | + 6 s           |
| 5.º | Omar Mendoza         | Medellín                         | + 7 s           |
| 6.º | Óscar Sevilla        | Medellín                         | + 7 s           |
| 7.º | Carlos Quintero      | Aguardiente Antioqueño           | + 8 s           |
| 8.º | Juan Pablo Rendón    | GW Shimano                       | + 9 s           |
| 9.º | Óscar Pachón         | Aguardiente Antioqueño           | + 9 s           |
| 10.º | Fabio Duarte         | Manzana Postobón                 | + 9 s           |

### 3.ª etapa
| Calarcá - Anapoima | etapa de montaña | (200,8 km) |

| \| Clasificación de la etapa \| Clasificación de la etapa \| Clasificación de la etapa \| Clasificación de la etapa \| Clasificación de la etapa \| \| Ciclista \| Ciclista \| Equipo \| Tiempo \| \| \| ------------------------- \| ------------------------- \| ------------------------- \| ------------------------- \| ------------------------- \| \| 1.º \| José Tito Hernández \| Aguardiente Antioqueño \| 5 h 12 min 49 s \| \| \| 2.º \| Walter Pedraza \| GW Shimano \| + 0 s \| \| \| 3.º \| Óscar Sevilla \| Medellín \| + 0 s \| \| \| 4.º \| Juan Pablo Suárez \| EPM \| + 0 s \| \| \| 5.º \| Fabio Duarte \| Manzana Postobón \| + 0 s \| \| \| 6.º \| Alex Cano \| Coldeportes-Zenú \| + 0 s \| \| \| 7.º \| Carlos Quintero \| Aguardiente Antioqueño \| + 0 s \| \| \| 8.º \| Hernán Aguirre \| Manzana Postobón \| + 0 s \| \| \| 9.º \| Alexis Camacho \| Coldeportes-Zenú \| + 0 s \| \| \| 10.º \| Edwin Carvajal \| EPM \| + 0 s \| \| |                     |                        |                 |
| |                     |                        |                 |
| |                     |                        |                 |
| Clasificación de la etapa |                     |                        |                 |
| Ciclista | Ciclista            | Equipo                 | Tiempo          |
| 1.º | José Tito Hernández | Aguardiente Antioqueño | 5 h 12 min 49 s |
| 2.º | Walter Pedraza      | GW Shimano             | + 0 s           |
| 3.º | Óscar Sevilla       | Medellín               | + 0 s           |
| 4.º | Juan Pablo Suárez   | EPM                    | + 0 s           |
| 5.º | Fabio Duarte        | Manzana Postobón       | + 0 s           |
| 6.º | Alex Cano           | Coldeportes-Zenú       | + 0 s           |
| 7.º | Carlos Quintero     | Aguardiente Antioqueño | + 0 s           |
| 8.º | Hernán Aguirre      | Manzana Postobón       | + 0 s           |
| 9.º | Alexis Camacho      | Coldeportes-Zenú       | + 0 s           |
| 10.º | Edwin Carvajal      | EPM                    | + 0 s           |

| \| Clasificación general \| Clasificación general \| Clasificación general \| Clasificación general \| Clasificación general \| \| Ciclista \| Ciclista \| Equipo \| Tiempo \| \| \| --------------------- \| --------------------- \| -------------------------------- \| --------------------- \| --------------------- \| \| 1.º \| José Tito Hernández \| Aguardiente Antioqueño \| 9 h 43 min 17 s \| \| \| 2.º \| Óscar Quiroz \| Bicicletas Strongman Coldeportes \| + 0 s \| \| \| 3.º \| Diego Ochoa \| EPM \| + 2 s \| \| \| 4.º \| Óscar Sevilla \| Medellín \| + 3 s \| \| \| 5.º \| Walter Pedraza \| GW Shimano \| + 3 s \| \| \| 6.º \| Juan Pablo Suárez \| EPM \| + 5 s \| \| \| 7.º \| Miguel Ángel Rubiano \| Coldeportes-Zenú \| + 6 s \| \| \| 8.º \| Carlos Quintero \| Aguardiente Antioqueño \| + 8 s \| \| \| 9.º \| Fabio Duarte \| Manzana Postobón \| + 9 s \| \| \| 10.º \| Didier Chaparro \| Supergiros \| + 9 s \| \| |                      |                                  |                 |
| |                      |                                  |                 |
| |                      |                                  |                 |
| Clasificación general |                      |                                  |                 |
| Ciclista | Ciclista             | Equipo                           | Tiempo          |
| 1.º | José Tito Hernández  | Aguardiente Antioqueño           | 9 h 43 min 17 s |
| 2.º | Óscar Quiroz         | Bicicletas Strongman Coldeportes | + 0 s           |
| 3.º | Diego Ochoa          | EPM                              | + 2 s           |
| 4.º | Óscar Sevilla        | Medellín                         | + 3 s           |
| 5.º | Walter Pedraza       | GW Shimano                       | + 3 s           |
| 6.º | Juan Pablo Suárez    | EPM                              | + 5 s           |
| 7.º | Miguel Ángel Rubiano | Coldeportes-Zenú                 | + 6 s           |
| 8.º | Carlos Quintero      | Aguardiente Antioqueño           | + 8 s           |
| 9.º | Fabio Duarte         | Manzana Postobón                 | + 9 s           |
| 10.º | Didier Chaparro      | Supergiros                       | + 9 s           |

### 4.ª etapa
| Anapoima - Funza | etapa de montaña | (122,8 km) |

| \| Clasificación de la etapa \| Clasificación de la etapa \| Clasificación de la etapa \| Clasificación de la etapa \| Clasificación de la etapa \| \| Ciclista \| Ciclista \| Equipo \| Tiempo \| \| \| ------------------------- \| ------------------------- \| ------------------------- \| ------------------------- \| ------------------------- \| \| 1.º \| Carlos Quintero \| Aguardiente Antioqueño \| 3 h 34 min 42 s \| \| \| 2.º \| Miguel Ángel Rubiano \| Coldeportes-Zenú \| + 0 s \| \| \| 3.º \| Nicolás Paredes \| Medellín \| + 0 s \| \| \| 4.º \| Edward Beltrán \| EPM \| + 5 s \| \| \| 5.º \| Juan Pablo Suárez \| EPM \| + 40 s \| \| \| 6.º \| Alex Cano \| Coldeportes-Zenú \| + 40 s \| \| \| 7.º \| Remberto Jaramillo \| Deprisa \| + 40 s \| \| \| 8.º \| José Tito Hernández \| Aguardiente Antioqueño \| + 40 s \| \| \| 9.º \| Walter Pedraza \| GW Shimano \| + 40 s \| \| \| 10.º \| Alexis Camacho \| Coldeportes-Zenú \| + 40 s \| \| |                      |                        |                 |
| |                      |                        |                 |
| |                      |                        |                 |
| Clasificación de la etapa |                      |                        |                 |
| Ciclista | Ciclista             | Equipo                 | Tiempo          |
| 1.º | Carlos Quintero      | Aguardiente Antioqueño | 3 h 34 min 42 s |
| 2.º | Miguel Ángel Rubiano | Coldeportes-Zenú       | + 0 s           |
| 3.º | Nicolás Paredes      | Medellín               | + 0 s           |
| 4.º | Edward Beltrán       | EPM                    | + 5 s           |
| 5.º | Juan Pablo Suárez    | EPM                    | + 40 s          |
| 6.º | Alex Cano            | Coldeportes-Zenú       | + 40 s          |
| 7.º | Remberto Jaramillo   | Deprisa                | + 40 s          |
| 8.º | José Tito Hernández  | Aguardiente Antioqueño | + 40 s          |
| 9.º | Walter Pedraza       | GW Shimano             | + 40 s          |
| 10.º | Alexis Camacho       | Coldeportes-Zenú       | + 40 s          |

| \| Clasificación general \| Clasificación general \| Clasificación general \| Clasificación general \| Clasificación general \| \| Ciclista \| Ciclista \| Equipo \| Tiempo \| \| \| --------------------- \| --------------------- \| -------------------------------- \| --------------------- \| --------------------- \| \| 1.º \| Carlos Quintero \| Aguardiente Antioqueño \| 13 h 17 min 57 s \| \| \| 2.º \| Miguel Ángel Rubiano \| Coldeportes-Zenú \| + 2 s \| \| \| 3.º \| Edward Beltrán \| EPM \| + 30 s \| \| \| 4.º \| José Tito Hernández \| Aguardiente Antioqueño \| + 42 s \| \| \| 5.º \| Óscar Quiroz \| Bicicletas Strongman Coldeportes \| + 42 s \| \| \| 6.º \| Nicolás Paredes \| Medellín \| + 43 s \| \| \| 7.º \| Óscar Sevilla \| Medellín \| + 45 s \| \| \| 8.º \| Walter Pedraza \| GW Shimano \| + 45 s \| \| \| 9.º \| Juan Pablo Suárez \| EPM \| + 47 s \| \| \| 10.º \| Fabio Duarte \| Manzana Postobón \| + 51 s \| \| |                      |                                  |                  |
| |                      |                                  |                  |
| |                      |                                  |                  |
| Clasificación general |                      |                                  |                  |
| Ciclista | Ciclista             | Equipo                           | Tiempo           |
| 1.º | Carlos Quintero      | Aguardiente Antioqueño           | 13 h 17 min 57 s |
| 2.º | Miguel Ángel Rubiano | Coldeportes-Zenú                 | + 2 s            |
| 3.º | Edward Beltrán       | EPM                              | + 30 s           |
| 4.º | José Tito Hernández  | Aguardiente Antioqueño           | + 42 s           |
| 5.º | Óscar Quiroz         | Bicicletas Strongman Coldeportes | + 42 s           |
| 6.º | Nicolás Paredes      | Medellín                         | + 43 s           |
| 7.º | Óscar Sevilla        | Medellín                         | + 45 s           |
| 8.º | Walter Pedraza       | GW Shimano                       | + 45 s           |
| 9.º | Juan Pablo Suárez    | EPM                              | + 47 s           |
| 10.º | Fabio Duarte         | Manzana Postobón                 | + 51 s           |

### 5.ª etapa
| Guasca - Sesquilé | contrarreloj individual | (28,5 km) |

| \| Clasificación de la etapa \| Clasificación de la etapa \| Clasificación de la etapa \| Clasificación de la etapa \| Clasificación de la etapa \| \| Ciclista \| Ciclista \| Equipo \| Tiempo \| \| \| ------------------------- \| ------------------------- \| ------------------------- \| ------------------------- \| ------------------------- \| \| 1.º \| Óscar Sevilla \| Medellín \| 34 min 22 s \| \| \| 2.º \| Fabio Duarte \| Manzana Postobón \| + 3 s \| \| \| 3.º \| Hernán Aguirre \| Manzana Postobón \| + 20 s \| \| \| 4.º \| Alex Cano \| Coldeportes-Zenú \| + 36 s \| \| \| 5.º \| Alexis Camacho \| Coldeportes-Zenú \| + 41 s \| \| \| 6.º \| Juan Pablo Suárez \| EPM \| + 48 s \| \| \| 7.º \| Germán Chaves \| Coldeportes-Zenú \| + 53 s \| \| \| 8.º \| Jhojan García \| Manzana Postobón \| + 59 s \| \| \| 9.º \| Juan Pablo Rendón \| GW Shimano \| + 1 min 13 s \| \| \| 10.º \| Luis Felipe Laverde \| Coldeportes-Zenú \| + 1 min 17 s \| \| |                     |                  |              |
| |                     |                  |              |
| |                     |                  |              |
| Clasificación de la etapa |                     |                  |              |
| Ciclista | Ciclista            | Equipo           | Tiempo       |
| 1.º | Óscar Sevilla       | Medellín         | 34 min 22 s  |
| 2.º | Fabio Duarte        | Manzana Postobón | + 3 s        |
| 3.º | Hernán Aguirre      | Manzana Postobón | + 20 s       |
| 4.º | Alex Cano           | Coldeportes-Zenú | + 36 s       |
| 5.º | Alexis Camacho      | Coldeportes-Zenú | + 41 s       |
| 6.º | Juan Pablo Suárez   | EPM              | + 48 s       |
| 7.º | Germán Chaves       | Coldeportes-Zenú | + 53 s       |
| 8.º | Jhojan García       | Manzana Postobón | + 59 s       |
| 9.º | Juan Pablo Rendón   | GW Shimano       | + 1 min 13 s |
| 10.º | Luis Felipe Laverde | Coldeportes-Zenú | + 1 min 17 s |

| \| Clasificación general \| Clasificación general \| Clasificación general \| Clasificación general \| Clasificación general \| \| Ciclista \| Ciclista \| Equipo \| Tiempo \| \| \| --------------------- \| --------------------- \| ---------------------- \| --------------------- \| --------------------- \| \| 1.º \| Óscar Sevilla \| Medellín \| 13 h 53 min 04 s \| \| \| 2.º \| Fabio Duarte \| Manzana Postobón \| + 9 s \| \| \| 3.º \| Carlos Quintero \| Aguardiente Antioqueño \| + 40 s \| \| \| 4.º \| Alex Cano \| Coldeportes-Zenú \| + 42 s \| \| \| 5.º \| Hernán Aguirre \| Manzana Postobón \| + 44 s \| \| \| 6.º \| Alexis Camacho \| Coldeportes-Zenú \| + 48 s \| \| \| 7.º \| Juan Pablo Suárez \| EPM \| + 50 s \| \| \| 8.º \| Edward Beltrán \| EPM \| + 1 min 08 s \| \| \| 9.º \| Germán Chaves \| Coldeportes-Zenú \| + 1 min 17 s \| \| \| 10.º \| Juan Pablo Rendón \| GW Shimano \| + 1 min 19 s \| \| |                   |                        |                  |
| |                   |                        |                  |
| |                   |                        |                  |
| Clasificación general |                   |                        |                  |
| Ciclista | Ciclista          | Equipo                 | Tiempo           |
| 1.º | Óscar Sevilla     | Medellín               | 13 h 53 min 04 s |
| 2.º | Fabio Duarte      | Manzana Postobón       | + 9 s            |
| 3.º | Carlos Quintero   | Aguardiente Antioqueño | + 40 s           |
| 4.º | Alex Cano         | Coldeportes-Zenú       | + 42 s           |
| 5.º | Hernán Aguirre    | Manzana Postobón       | + 44 s           |
| 6.º | Alexis Camacho    | Coldeportes-Zenú       | + 48 s           |
| 7.º | Juan Pablo Suárez | EPM                    | + 50 s           |
| 8.º | Edward Beltrán    | EPM                    | + 1 min 08 s     |
| 9.º | Germán Chaves     | Coldeportes-Zenú       | + 1 min 17 s     |
| 10.º | Juan Pablo Rendón | GW Shimano             | + 1 min 19 s     |

### 6.ª etapa
| Tabio - Mariquita | etapa escarpada | (177,7 km) |

| \| Clasificación de la etapa \| Clasificación de la etapa \| Clasificación de la etapa \| Clasificación de la etapa \| Clasificación de la etapa \| \| Ciclista \| Ciclista \| Equipo \| Tiempo \| \| \| ------------------------- \| ------------------------- \| ------------------------- \| ------------------------- \| ------------------------- \| \| 1.º \| Rafael Montiel \| Aguardiente Antioqueño \| 4 h 02 min 10 s \| \| \| 2.º \| Edward Beltrán \| EPM \| + 0 s \| \| \| 3.º \| Diego Ochoa \| EPM \| + 41 s \| \| \| 4.º \| Juan Pablo Suárez \| EPM \| + 41 s \| \| \| 5.º \| Óscar Sevilla \| Medellín \| + 41 s \| \| \| 6.º \| Fabio Duarte \| Manzana Postobón \| + 41 s \| \| \| 7.º \| Heiner Parra \| GW Shimano \| + 41 s \| \| \| 8.º \| Walter Pedraza \| GW Shimano \| + 41 s \| \| \| 9.º \| Alejandro Serna \| Aguardiente Antioqueño \| + 41 s \| \| \| 10.º \| Hernán Aguirre \| Manzana Postobón \| + 41 s \| \| |                   |                        |                 |
| |                   |                        |                 |
| |                   |                        |                 |
| Clasificación de la etapa |                   |                        |                 |
| Ciclista | Ciclista          | Equipo                 | Tiempo          |
| 1.º | Rafael Montiel    | Aguardiente Antioqueño | 4 h 02 min 10 s |
| 2.º | Edward Beltrán    | EPM                    | + 0 s           |
| 3.º | Diego Ochoa       | EPM                    | + 41 s          |
| 4.º | Juan Pablo Suárez | EPM                    | + 41 s          |
| 5.º | Óscar Sevilla     | Medellín               | + 41 s          |
| 6.º | Fabio Duarte      | Manzana Postobón       | + 41 s          |
| 7.º | Heiner Parra      | GW Shimano             | + 41 s          |
| 8.º | Walter Pedraza    | GW Shimano             | + 41 s          |
| 9.º | Alejandro Serna   | Aguardiente Antioqueño | + 41 s          |
| 10.º | Hernán Aguirre    | Manzana Postobón       | + 41 s          |

| \| Clasificación general \| Clasificación general \| Clasificación general \| Clasificación general \| Clasificación general \| \| Ciclista \| Ciclista \| Equipo \| Tiempo \| \| \| --------------------- \| --------------------- \| --------------------- \| --------------------- \| --------------------- \| \| 1.º \| Óscar Sevilla \| Medellín \| 17 h 55 min 55 s \| \| \| 2.º \| Fabio Duarte \| Manzana Postobón \| + 9 s \| \| \| 3.º \| Edward Beltrán \| EPM \| + 19 s \| \| \| 4.º \| Alex Cano \| Coldeportes-Zenú \| + 42 s \| \| \| 5.º \| Hernán Aguirre \| Manzana Postobón \| + 44 s \| \| \| 6.º \| Alexis Camacho \| Coldeportes-Zenú \| + 48 s \| \| \| 7.º \| Juan Pablo Suárez \| EPM \| + 50 s \| \| \| 8.º \| Germán Chaves \| Coldeportes-Zenú \| + 1 min 17 s \| \| \| 9.º \| Jhojan García \| Manzana Postobón \| + 1 min 23 s \| \| \| 10.º \| Luis Felipe Laverde \| Coldeportes-Zenú \| + 1 min 24 s \| \| |                     |                  |                  |
| |                     |                  |                  |
| |                     |                  |                  |
| Clasificación general |                     |                  |                  |
| Ciclista | Ciclista            | Equipo           | Tiempo           |
| 1.º | Óscar Sevilla       | Medellín         | 17 h 55 min 55 s |
| 2.º | Fabio Duarte        | Manzana Postobón | + 9 s            |
| 3.º | Edward Beltrán      | EPM              | + 19 s           |
| 4.º | Alex Cano           | Coldeportes-Zenú | + 42 s           |
| 5.º | Hernán Aguirre      | Manzana Postobón | + 44 s           |
| 6.º | Alexis Camacho      | Coldeportes-Zenú | + 48 s           |
| 7.º | Juan Pablo Suárez   | EPM              | + 50 s           |
| 8.º | Germán Chaves       | Coldeportes-Zenú | + 1 min 17 s     |
| 9.º | Jhojan García       | Manzana Postobón | + 1 min 23 s     |
| 10.º | Luis Felipe Laverde | Coldeportes-Zenú | + 1 min 24 s     |

### 7.ª etapa
| Mariquita - Manizales | etapa de montaña | (114,5 km) |

| \| Clasificación de la etapa \| Clasificación de la etapa \| Clasificación de la etapa \| Clasificación de la etapa \| Clasificación de la etapa \| \| Ciclista \| Ciclista \| Equipo \| Tiempo \| \| \| ------------------------- \| ------------------------- \| -------------------------------- \| ------------------------- \| ------------------------- \| \| 1.º \| Didier Chaparro \| Supergiros \| 3 h 39 min 49 s \| \| \| 2.º \| Alex Cano \| Coldeportes-Zenú \| + 41 s \| \| \| 3.º \| Hernán Aguirre \| Manzana Postobón \| + 1 min 18 s \| \| \| 4.º \| Edward Beltrán \| EPM \| + 1 min 46 s \| \| \| 5.º \| Óscar Sevilla \| Medellín \| + 1 min 49 s \| \| \| 6.º \| Juan Pablo Suárez \| EPM \| + 1 min 49 s \| \| \| 7.º \| Alexis Camacho \| Coldeportes-Zenú \| + 1 min 49 s \| \| \| 8.º \| Cristian Camilo Muñoz \| Coldeportes-Zenú \| + 1 min 49 s \| \| \| 9.º \| Óscar Quiroz \| Bicicletas Strongman Coldeportes \| + 1 min 49 s \| \| \| 10.º \| Juan Diego Alba \| Coldeportes-Zenú \| + 1 min 49 s \| \| |                       |                                  |                 |
| |                       |                                  |                 |
| |                       |                                  |                 |
| Clasificación de la etapa |                       |                                  |                 |
| Ciclista | Ciclista              | Equipo                           | Tiempo          |
| 1.º | Didier Chaparro       | Supergiros                       | 3 h 39 min 49 s |
| 2.º | Alex Cano             | Coldeportes-Zenú                 | + 41 s          |
| 3.º | Hernán Aguirre        | Manzana Postobón                 | + 1 min 18 s    |
| 4.º | Edward Beltrán        | EPM                              | + 1 min 46 s    |
| 5.º | Óscar Sevilla         | Medellín                         | + 1 min 49 s    |
| 6.º | Juan Pablo Suárez     | EPM                              | + 1 min 49 s    |
| 7.º | Alexis Camacho        | Coldeportes-Zenú                 | + 1 min 49 s    |
| 8.º | Cristian Camilo Muñoz | Coldeportes-Zenú                 | + 1 min 49 s    |
| 9.º | Óscar Quiroz          | Bicicletas Strongman Coldeportes | + 1 min 49 s    |
| 10.º | Juan Diego Alba       | Coldeportes-Zenú                 | + 1 min 49 s    |

| \| Clasificación general \| Clasificación general \| Clasificación general \| Clasificación general \| Clasificación general \| \| Ciclista \| Ciclista \| Equipo \| Tiempo \| \| \| --------------------- \| --------------------- \| -------------------------------- \| --------------------- \| --------------------- \| \| 1.º \| Alex Cano \| Coldeportes-Zenú \| 21 h 36 min 59 s \| \| \| 2.º \| Didier Chaparro \| Supergiros \| + 8 s \| \| \| 3.º \| Óscar Sevilla \| Medellín \| + 34 s \| \| \| 4.º \| Hernán Aguirre \| Manzana Postobón \| + 42 s \| \| \| 5.º \| Edward Beltrán \| EPM \| + 50 s \| \| \| 6.º \| Alexis Camacho \| Coldeportes-Zenú \| + 1 min 22 s \| \| \| 7.º \| Juan Pablo Suárez \| EPM \| + 1 min 24 s \| \| \| 8.º \| Óscar Quiroz \| Bicicletas Strongman Coldeportes \| + 2 min 26 s \| \| \| 9.º \| Cristian Camilo Muñoz \| Coldeportes-Zenú \| + 2 min 52 s \| \| \| 10.º \| Brayan Hernández \| Bicicletas Strongman Coldeportes \| + 4 min 11 s \| \| |                       |                                  |                  |
| |                       |                                  |                  |
| |                       |                                  |                  |
| Clasificación general |                       |                                  |                  |
| Ciclista | Ciclista              | Equipo                           | Tiempo           |
| 1.º | Alex Cano             | Coldeportes-Zenú                 | 21 h 36 min 59 s |
| 2.º | Didier Chaparro       | Supergiros                       | + 8 s            |
| 3.º | Óscar Sevilla         | Medellín                         | + 34 s           |
| 4.º | Hernán Aguirre        | Manzana Postobón                 | + 42 s           |
| 5.º | Edward Beltrán        | EPM                              | + 50 s           |
| 6.º | Alexis Camacho        | Coldeportes-Zenú                 | + 1 min 22 s     |
| 7.º | Juan Pablo Suárez     | EPM                              | + 1 min 24 s     |
| 8.º | Óscar Quiroz          | Bicicletas Strongman Coldeportes | + 2 min 26 s     |
| 9.º | Cristian Camilo Muñoz | Coldeportes-Zenú                 | + 2 min 52 s     |
| 10.º | Brayan Hernández      | Bicicletas Strongman Coldeportes | + 4 min 11 s     |

### 8.ª etapa
| Anserma - La Estrella | etapa de montaña | (170 km) |

| \| Clasificación de la etapa \| Clasificación de la etapa \| Clasificación de la etapa \| Clasificación de la etapa \| Clasificación de la etapa \| \| Ciclista \| Ciclista \| Equipo \| Tiempo \| \| \| ------------------------- \| ------------------------- \| -------------------------------- \| ------------------------- \| ------------------------- \| \| 1.º \| Edward Beltrán \| EPM \| 4 h 14 min 15 s \| \| \| 2.º \| Alex Cano \| Coldeportes-Zenú \| + 0 s \| \| \| 3.º \| Óscar Quiroz \| Bicicletas Strongman Coldeportes \| + 2 min 03 s \| \| \| 4.º \| Didier Chaparro \| Supergiros \| + 2 min 07 s \| \| \| 5.º \| Hernán Aguirre \| Manzana Postobón \| + 2 min 10 s \| \| \| 6.º \| Rafael Montiel \| Aguardiente Antioqueño \| + 2 min 10 s \| \| \| 7.º \| Juan Pablo Suárez \| EPM \| + 2 min 11 s \| \| \| 8.º \| Óscar Sevilla \| Medellín \| + 2 min 11 s \| \| \| 9.º \| Wilmar Jahir Pérez \| Deprisa \| + 2 min 26 s \| \| \| 10.º \| Brayan Hernández \| Bicicletas Strongman Coldeportes \| + 3 min 35 s \| \| |                    |                                  |                 |
| |                    |                                  |                 |
| |                    |                                  |                 |
| Clasificación de la etapa |                    |                                  |                 |
| Ciclista | Ciclista           | Equipo                           | Tiempo          |
| 1.º | Edward Beltrán     | EPM                              | 4 h 14 min 15 s |
| 2.º | Alex Cano          | Coldeportes-Zenú                 | + 0 s           |
| 3.º | Óscar Quiroz       | Bicicletas Strongman Coldeportes | + 2 min 03 s    |
| 4.º | Didier Chaparro    | Supergiros                       | + 2 min 07 s    |
| 5.º | Hernán Aguirre     | Manzana Postobón                 | + 2 min 10 s    |
| 6.º | Rafael Montiel     | Aguardiente Antioqueño           | + 2 min 10 s    |
| 7.º | Juan Pablo Suárez  | EPM                              | + 2 min 11 s    |
| 8.º | Óscar Sevilla      | Medellín                         | + 2 min 11 s    |
| 9.º | Wilmar Jahir Pérez | Deprisa                          | + 2 min 26 s    |
| 10.º | Brayan Hernández   | Bicicletas Strongman Coldeportes | + 3 min 35 s    |

| \| Clasificación general \| Clasificación general \| Clasificación general \| Clasificación general \| Clasificación general \| \| Ciclista \| Ciclista \| Equipo \| Tiempo \| \| \| --------------------- \| --------------------- \| -------------------------------- \| --------------------- \| --------------------- \| \| 1.º \| Alex Cano \| Coldeportes-Zenú \| 25 h 51 min 05 s \| \| \| 2.º \| Edward Beltrán \| EPM \| + 47 s \| \| \| 3.º \| Didier Chaparro \| Supergiros \| + 2 min 24 s \| \| \| 4.º \| Óscar Sevilla \| Medellín \| + 2 min 52 s \| \| \| 5.º \| Hernán Aguirre \| Manzana Postobón \| + 3 min 01 s \| \| \| 6.º \| Juan Pablo Suárez \| EPM \| + 3 min 44 s \| \| \| 7.º \| Óscar Quiroz \| Bicicletas Strongman Coldeportes \| + 4 min 34 s \| \| \| 8.º \| Rafael Montiel \| Aguardiente Antioqueño \| + 6 min 49 s \| \| \| 9.º \| Alexis Camacho \| Coldeportes-Zenú \| + 6 min 52 s \| \| \| 10.º \| Cristian Camilo Muñoz \| Coldeportes-Zenú \| + 7 min 24 s \| \| |                       |                                  |                  |
| |                       |                                  |                  |
| |                       |                                  |                  |
| Clasificación general |                       |                                  |                  |
| Ciclista | Ciclista              | Equipo                           | Tiempo           |
| 1.º | Alex Cano             | Coldeportes-Zenú                 | 25 h 51 min 05 s |
| 2.º | Edward Beltrán        | EPM                              | + 47 s           |
| 3.º | Didier Chaparro       | Supergiros                       | + 2 min 24 s     |
| 4.º | Óscar Sevilla         | Medellín                         | + 2 min 52 s     |
| 5.º | Hernán Aguirre        | Manzana Postobón                 | + 3 min 01 s     |
| 6.º | Juan Pablo Suárez     | EPM                              | + 3 min 44 s     |
| 7.º | Óscar Quiroz          | Bicicletas Strongman Coldeportes | + 4 min 34 s     |
| 8.º | Rafael Montiel        | Aguardiente Antioqueño           | + 6 min 49 s     |
| 9.º | Alexis Camacho        | Coldeportes-Zenú                 | + 6 min 52 s     |
| 10.º | Cristian Camilo Muñoz | Coldeportes-Zenú                 | + 7 min 24 s     |

### 9.ª etapa
| San Félix - Bello | etapa escarpada | (119,7 km) |

| \| Clasificación de la etapa \| Clasificación de la etapa \| Clasificación de la etapa \| Clasificación de la etapa \| Clasificación de la etapa \| \| Ciclista \| Ciclista \| Equipo \| Tiempo \| \| \| ------------------------- \| ------------------------- \| ------------------------- \| ------------------------- \| ------------------------- \| \| 1.º \| Jaime Castañeda \| Aguardiente Antioqueño \| 2 h 44 min 10 s \| \| \| 2.º \| Diego Ochoa \| EPM \| + 0 s \| \| \| 3.º \| José Serpa \| GW Shimano \| + 0 s \| \| \| 4.º \| Steven Cuesta \| Deprisa \| + 0 s \| \| \| 5.º \| Róbigzon Oyola \| Medellín \| + 0 s \| \| \| 6.º \| Javier Gómez Pineda \| Boyacá es Para Vivirla \| + 0 s \| \| \| 7.º \| Juan José Carrero \| Sundark Arawak \| + 0 s \| \| \| 8.º \| Óscar Sevilla \| Medellín \| + 0 s \| \| \| 9.º \| Juan Pablo Suárez \| EPM \| + 0 s \| \| \| 10.º \| Jairo Cano Salas \| EPM \| + 0 s \| \| |                     |                        |                 |
| |                     |                        |                 |
| |                     |                        |                 |
| Clasificación de la etapa |                     |                        |                 |
| Ciclista | Ciclista            | Equipo                 | Tiempo          |
| 1.º | Jaime Castañeda     | Aguardiente Antioqueño | 2 h 44 min 10 s |
| 2.º | Diego Ochoa         | EPM                    | + 0 s           |
| 3.º | José Serpa          | GW Shimano             | + 0 s           |
| 4.º | Steven Cuesta       | Deprisa                | + 0 s           |
| 5.º | Róbigzon Oyola      | Medellín               | + 0 s           |
| 6.º | Javier Gómez Pineda | Boyacá es Para Vivirla | + 0 s           |
| 7.º | Juan José Carrero   | Sundark Arawak         | + 0 s           |
| 8.º | Óscar Sevilla       | Medellín               | + 0 s           |
| 9.º | Juan Pablo Suárez   | EPM                    | + 0 s           |
| 10.º | Jairo Cano Salas    | EPM                    | + 0 s           |

| \| Clasificación general \| Clasificación general \| Clasificación general \| Clasificación general \| Clasificación general \| \| Ciclista \| Ciclista \| Equipo \| Tiempo \| \| \| --------------------- \| --------------------- \| -------------------------------- \| --------------------- \| --------------------- \| \| 1.º \| Alex Cano \| Coldeportes-Zenú \| 28 h 35 min 15 s \| \| \| 2.º \| Edward Beltrán \| EPM \| + 47 s \| \| \| 3.º \| Didier Chaparro \| Supergiros \| + 2 min 24 s \| \| \| 4.º \| Óscar Sevilla \| Medellín \| + 2 min 52 s \| \| \| 5.º \| Hernán Aguirre \| Manzana Postobón \| + 3 min 01 s \| \| \| 6.º \| Juan Pablo Suárez \| EPM \| + 3 min 44 s \| \| \| 7.º \| Óscar Quiroz \| Bicicletas Strongman Coldeportes \| + 4 min 34 s \| \| \| 8.º \| Rafael Montiel \| Aguardiente Antioqueño \| + 6 min 49 s \| \| \| 9.º \| Alexis Camacho \| Coldeportes-Zenú \| + 6 min 52 s \| \| \| 10.º \| Cristian Camilo Muñoz \| Coldeportes-Zenú \| + 7 min 24 s \| \| |                       |                                  |                  |
| |                       |                                  |                  |
| |                       |                                  |                  |
| Clasificación general |                       |                                  |                  |
| Ciclista | Ciclista              | Equipo                           | Tiempo           |
| 1.º | Alex Cano             | Coldeportes-Zenú                 | 28 h 35 min 15 s |
| 2.º | Edward Beltrán        | EPM                              | + 47 s           |
| 3.º | Didier Chaparro       | Supergiros                       | + 2 min 24 s     |
| 4.º | Óscar Sevilla         | Medellín                         | + 2 min 52 s     |
| 5.º | Hernán Aguirre        | Manzana Postobón                 | + 3 min 01 s     |
| 6.º | Juan Pablo Suárez     | EPM                              | + 3 min 44 s     |
| 7.º | Óscar Quiroz          | Bicicletas Strongman Coldeportes | + 4 min 34 s     |
| 8.º | Rafael Montiel        | Aguardiente Antioqueño           | + 6 min 49 s     |
| 9.º | Alexis Camacho        | Coldeportes-Zenú                 | + 6 min 52 s     |
| 10.º | Cristian Camilo Muñoz | Coldeportes-Zenú                 | + 7 min 24 s     |

### 10.ª etapa
| Medellín - Medellín | etapa llana | (94,5 km) |

| \| Clasificación de la etapa \| Clasificación de la etapa \| Clasificación de la etapa \| Clasificación de la etapa \| Clasificación de la etapa \| \| Ciclista \| Ciclista \| Equipo \| Tiempo \| \| \| ------------------------- \| ------------------------- \| -------------------------------- \| ------------------------- \| ------------------------- \| \| 1.º \| Jairo Cano Salas \| EPM \| 1 h 50 min 41 s \| \| \| 2.º \| Weimar Roldán \| Medellín \| + 0 s \| \| \| 3.º \| Steven Cuesta \| Deprisa \| + 0 s \| \| \| 4.º \| Heberth Gutiérrez Jr. \| Supergiros \| + 0 s \| \| \| 5.º \| Wilmar Molina \| Fundación Depormundo \| + 0 s \| \| \| 6.º \| Javier Gómez Pineda \| Boyacá es Para Vivirla \| + 0 s \| \| \| 7.º \| Jaime Castañeda \| Aguardiente Antioqueño \| + 0 s \| \| \| 8.º \| Miguel Ángel Rubiano \| Coldeportes-Zenú \| + 0 s \| \| \| 9.º \| William Muñoz \| Bicicletas Strongman Coldeportes \| + 0 s \| \| \| 10.º \| Roberto Carlos González \| \| + 0 s \| \| |                         |                                  |                 |
| |                         |                                  |                 |
| |                         |                                  |                 |
| Clasificación de la etapa |                         |                                  |                 |
| Ciclista | Ciclista                | Equipo                           | Tiempo          |
| 1.º | Jairo Cano Salas        | EPM                              | 1 h 50 min 41 s |
| 2.º | Weimar Roldán           | Medellín                         | + 0 s           |
| 3.º | Steven Cuesta           | Deprisa                          | + 0 s           |
| 4.º | Heberth Gutiérrez Jr.   | Supergiros                       | + 0 s           |
| 5.º | Wilmar Molina           | Fundación Depormundo             | + 0 s           |
| 6.º | Javier Gómez Pineda     | Boyacá es Para Vivirla           | + 0 s           |
| 7.º | Jaime Castañeda         | Aguardiente Antioqueño           | + 0 s           |
| 8.º | Miguel Ángel Rubiano    | Coldeportes-Zenú                 | + 0 s           |
| 9.º | William Muñoz           | Bicicletas Strongman Coldeportes | + 0 s           |
| 10.º | Roberto Carlos González |                                  | + 0 s           |

## Clasificaciones finales
Las principales clasificaciones finalizaron de la siguiente forma:

### Clasificación general
| \| Clasificación general \| Clasificación general \| Clasificación general \| Clasificación general \| Clasificación general \| \| Ciclista \| Ciclista \| Equipo \| Tiempo \| \| \| --------------------- \| --------------------- \| -------------------------------- \| --------------------- \| --------------------- \| \| 1.º \| Alex Cano \| Coldeportes-Zenú \| 30 h 25 min 53 s \| \| \| 2.º \| Edward Beltrán \| EPM \| + 49 s \| \| \| 3.º \| Didier Chaparro \| Supergiros \| + 2 min 27 s \| \| \| 4.º \| Óscar Sevilla \| Medellín \| + 2 min 55 s \| \| \| 5.º \| Hernán Aguirre \| Manzana Postobón \| + 3 min 04 s \| \| \| 6.º \| Juan Pablo Suárez \| EPM \| + 3 min 47 s \| \| \| 7.º \| Óscar Quiroz \| Bicicletas Strongman Coldeportes \| + 4 min 37 s \| \| \| 8.º \| Rafael Montiel \| Aguardiente Antioqueño \| + 6 min 52 s \| \| \| 9.º \| Alexis Camacho \| Coldeportes-Zenú \| + 6 min 55 s \| \| \| 10.º \| Cristian Camilo Muñoz \| Coldeportes-Zenú \| + 7 min 27 s \| \| |                       |                                  |                  |
| |                       |                                  |                  |
| |                       |                                  |                  |
| Clasificación general |                       |                                  |                  |
| Ciclista | Ciclista              | Equipo                           | Tiempo           |
| 1.º | Alex Cano             | Coldeportes-Zenú                 | 30 h 25 min 53 s |
| 2.º | Edward Beltrán        | EPM                              | + 49 s           |
| 3.º | Didier Chaparro       | Supergiros                       | + 2 min 27 s     |
| 4.º | Óscar Sevilla         | Medellín                         | + 2 min 55 s     |
| 5.º | Hernán Aguirre        | Manzana Postobón                 | + 3 min 04 s     |
| 6.º | Juan Pablo Suárez     | EPM                              | + 3 min 47 s     |
| 7.º | Óscar Quiroz          | Bicicletas Strongman Coldeportes | + 4 min 37 s     |
| 8.º | Rafael Montiel        | Aguardiente Antioqueño           | + 6 min 52 s     |
| 9.º | Alexis Camacho        | Coldeportes-Zenú                 | + 6 min 55 s     |
| 10.º | Cristian Camilo Muñoz | Coldeportes-Zenú                 | + 7 min 27 s     |

### Clasificación de la montaña
| Clasificación de la montaña | Clasificación de la montaña | Clasificación de la montaña      | Clasificación de la montaña | Clasificación de la montaña |
| Ciclista                    | Ciclista                    | Equipo                           | Puntos                      |                             |
| --------------------------- | --------------------------- | -------------------------------- | --------------------------- | --------------------------- |
| 1.º                         | Edward Beltrán              | EPM                              | 105 pts                     |                             |
| 2.º                         | Alex Cano                   | Coldeportes-Zenú                 | 46 pts                      |                             |
| 3.º                         | Jéferson Pérez              | Bicicletas Strongman Coldeportes | 33 pts                      |                             |
| 4.º                         | Hernán Aguirre              | Manzana Postobón                 | 33 pts                      |                             |
| 5.º                         | Rafael Montiel              | Aguardiente Antioqueño           | 27 pts                      |                             |
| 6.º                         | Didier Chaparro             | Supergiros                       | 21 pts                      |                             |
| 7.º                         | Wilmar Jahir Pérez          | Deprisa                          | 20 pts                      |                             |
| 8.º                         | Diego Camargo               | Coldeportes-Zenú                 | 18 pts                      |                             |
| 9.º                         | Cristhian Montoya           | Medellín                         | 17 pts                      |                             |
| 10.º                        | Carlos Quintero             | Aguardiente Antioqueño           | 14 pts                      |                             |

### Clasificación de la reguladidad
| Clasificación por puntos | Clasificación por puntos | Clasificación por puntos | Clasificación por puntos | Clasificación por puntos |
| Ciclista                 | Ciclista                 | Equipo                   | Puntos                   |                          |
| ------------------------ | ------------------------ | ------------------------ | ------------------------ | ------------------------ |
| 1.º                      | Óscar Sevilla            | Medellín                 | 63 pts                   |                          |
| 2.º                      | Juan Pablo Suárez        | EPM                      | 52 pts                   |                          |
| 3.º                      | Alex Cano                | Coldeportes-Zenú         | 51 pts                   |                          |
| 4.º                      | Edward Beltrán           | EPM                      | 49 pts                   |                          |
| 5.º                      | Miguel Ángel Rubiano     | Coldeportes-Zenú         | 37 pts                   |                          |
| 6.º                      | Diego Ochoa              | EPM                      | 34 pts                   |                          |
| 7.º                      | Carlos Quintero          | Aguardiente Antioqueño   | 32 pts                   |                          |
| 8.º                      | Hernán Aguirre           | Manzana Postobón         | 32 pts                   |                          |
| 9.º                      | Fabio Duarte             | Manzana Postobón         | 32 pts                   |                          |
| 10.º                     | Jairo Cano Salas         | EPM                      | 31 pts                   |                          |

### Clasificación de las metas volantes
| Clasificación de las metas volantes | Clasificación de las metas volantes | Clasificación de las metas volantes | Clasificación de las metas volantes | Clasificación de las metas volantes |
| Ciclista                            | Ciclista                            | Equipo                              | Puntos                              |                                     |
| ----------------------------------- | ----------------------------------- | ----------------------------------- | ----------------------------------- | ----------------------------------- |
| 1.º                                 | Róbigzon Oyola                      | Medellín                            | 19 pts                              |                                     |
| 2.º                                 | Weimar Roldán                       | Medellín                            | 14 pts                              |                                     |
| 3.º                                 | Jairo Cano Salas                    | EPM                                 | 14 pts                              |                                     |
| 4.º                                 | Jaime Castañeda                     | Aguardiente Antioqueño              | 10 pts                              |                                     |
| 5.º                                 | Alex Cano                           | Coldeportes-Zenú                    | 8 pts                               |                                     |
| 6.º                                 | Javier Gómez Pineda                 | Boyacá es Para Vivirla              | 8 pts                               |                                     |
| 7.º                                 | Rafael Montiel                      | Aguardiente Antioqueño              | 6 pts                               |                                     |
| 8.º                                 | Edward Beltrán                      | EPM                                 | 6 pts                               |                                     |
| 9.º                                 | Steven Cuesta                       | Deprisa                             | 5 pts                               |                                     |
| 10.º                                | Edwar Stiber Ortiz Caro             | Aguardiente Antioqueño              | 4 pts                               |                                     |

### Clasificación de la combinada
| Clasificación de la combinada | Clasificación de la combinada | Clasificación de la combinada | Clasificación de la combinada | Clasificación de la combinada |
| Ciclista                      | Ciclista                      | Equipo                        | Puntos                        |                               |
| ----------------------------- | ----------------------------- | ----------------------------- | ----------------------------- | ----------------------------- |
| 1.º                           | Alex Cano                     | Coldeportes-Zenú              | 14 pts                        |                               |
| 2.º                           | Edward Beltrán                | EPM                           | 15 pts                        |                               |
| 3.º                           | Rafael Montiel                | Aguardiente Antioqueño        | 31 pts                        |                               |
| 4.º                           | Didier Chaparro               | Supergiros                    | 33 pts                        |                               |
| 5.º                           | Óscar Sevilla                 | Medellín                      | 34 pts                        |                               |
| 6.º                           | Hernán Aguirre                | Manzana Postobón              | 36 pts                        |                               |
| 7.º                           | Carlos Quintero               | Aguardiente Antioqueño        | 61 pts                        |                               |
| 8.º                           | Róbigzon Oyola                | Medellín                      | 101 pts                       |                               |
| 9.º                           | Andrés Camilo Ardila          | Tolima es Pasión              | 121 pts                       |                               |
| 10.º                          | Javier Gómez Pineda           | Boyacá es Para Vivirla        | 124 pts                       |                               |

### Clasificación de la combatividad
| Clasificación de la combatividad | Clasificación de la combatividad | Clasificación de la combatividad | Clasificación de la combatividad | Clasificación de la combatividad |
| Ciclista                         | Ciclista                         | Equipo                           | Puntos                           |                                  |
| -------------------------------- | -------------------------------- | -------------------------------- | -------------------------------- | -------------------------------- |
| 1.º                              | Edward Beltrán                   | EPM                              | 21 pts                           |                                  |
| 2.º                              | Didier Chaparro                  | Supergiros                       | 17 pts                           |                                  |
| 3.º                              | Rafael Montiel                   | Aguardiente Antioqueño           | 10 pts                           |                                  |
| 4.º                              | Alex Cano                        | Coldeportes-Zenú                 | 8 pts                            |                                  |
| 5.º                              | Róbigzon Oyola                   | Medellín                         | 7 pts                            |                                  |
| 6.º                              | Hernán Aguirre                   | Manzana Postobón                 | 5 pts                            |                                  |
| 7.º                              | Javier Gómez Pineda              | Boyacá es Para Vivirla           | 5 pts                            |                                  |
| 8.º                              | Weimar Roldán                    | Medellín                         | 4 pts                            |                                  |
| 9.º                              | Carlos Quintero                  | Aguardiente Antioqueño           | 4 pts                            |                                  |
| 10.º                             | Andrés Camilo Ardila             | Tolima es Pasión                 | 4 pts                            |                                  |

### Clasificación sub-23
| Clasificación sub-23 | Clasificación sub-23  | Clasificación sub-23              | Clasificación sub-23 | Clasificación sub-23 |
| Ciclista             | Ciclista              | Equipo                            | Tiempo               |                      |
| -------------------- | --------------------- | --------------------------------- | -------------------- | -------------------- |
| 1.º                  | Cristian Camilo Muñoz | Coldeportes-Zenú                  | 30 h 33 min 20 s     |                      |
| 2.º                  | Brayan Hernández      | Bicicletas Strongman Coldeportes  | + 31 s               |                      |
| 3.º                  | Rafael Stiven Pineda  | Boyacá es Para Vivirla            | + 2 min 21 s         |                      |
| 4.º                  | Yeison Rincón         | Sundark Arawak                    | + 23 min 46 s        |                      |
| 5.º                  | Jhojan García         | Manzana Postobón                  | + 29 min 26 s        |                      |
| 6.º                  | Juan Diego Alba       | Coldeportes-Zenú                  | + 31 min 23 s        |                      |
| 7.º                  | Andrés Camilo Ardila  | Tolima es Pasión                  | + 36 min 25 s        |                      |
| 8.º                  | Diego Camargo         | Coldeportes-Zenú                  | + 40 min 20 s        |                      |
| 9.º                  | José Vega             | Fuerzas Armadas-Ejército Nacional | + 52 min 50 s        |                      |
| 10.º                 | Harold Tejada         | EPM                               | + 52 min 57 s        |                      |

### Clasificación por equipos
| Clasificación por equipos | Clasificación por equipos | Clasificación por equipos | Clasificación por equipos |
| Equipo                    | Equipo                    | Tiempo                    |                           |
| ------------------------- | ------------------------- | ------------------------- | ------------------------- |
| 1.º                       | Coldeportes Zenú          | 113 h 35 min 23 s         |                           |
| 2.º                       | EPM                       | + 1 min 40 s              |                           |
| 3.º                       | Boyacá es Para Vivirla    | + 4 min 15 s              |                           |
| 4.º                       | Deprisa                   | + 11 min 59 s             |                           |
| 5.º                       | Bicicletas Strongman      | + 12 min 21 s             |                           |
| 6.º                       | Orgullo Paisa             | + 24 min 40 s             |                           |
| 7.º                       | Manzana Postobón          | + 40 min 06 s             |                           |
| 9.º                       | GW Shimano                | + 53 min 59 s             |                           |
| 10.º                      | JB Ropa Deportiva         | + 1 h 27 min 59 s         |                           |

## Evolución de las clasificaciones
| Etapa                   | Ganador de etapa        | Clasificación general | Clasificación de la montaña | Clasificación de la regularidad | Clasificación de la combinada | Clasificación de la combatividad | Clasificación de las metas volantes | Clasificación sub-23  | Clasificación sprint especial | Clasificación de la gran diferencia | Clasificación de la excelencia | Gran premio Clásico RCN 70 años | Clasificación por equipos |
| ----------------------- | ----------------------- | --------------------- | --------------------------- | ------------------------------- | ----------------------------- | -------------------------------- | ----------------------------------- | --------------------- | ----------------------------- | ----------------------------------- | ------------------------------ | ------------------------------- | ------------------------- |
| 1.ª                     | Miguel Ángel Rubiano    | Miguel Ángel Rubiano  | Róbigzon Oyola              | Omar Mendoza                    | Jaime Castañeda               | Edwin Carvajal                   | Diego Ochoa                         | Juan José Carrero     | Edward Beltrán                | Juan Pablo Rendón                   | Cristian Talero                | José Tito Hernández             | EPM-SCOTT                 |
| 2.ª                     | Óscar Quiroz            | Óscar Quiroz          | Róbigzon Oyola              | Diego Ochoa                     | no otorgado                   | Weimar Roldán                    | Weimar Roldán                       | Juan José Carrero     | José Tito Hernández           | Walter Vargas                       | José Serpa                     | Andrés Pedraza                  | EPM-SCOTT                 |
| 3.ª                     | José Tito Hernández     | José Tito Hernández   | Edward Beltrán              | Óscar Sevilla                   | Edward Beltrán                | Edward Beltrán                   | Weimar Roldán                       | Juan José Carrero     | Javier Gómez                  | Edward Beltrán                      | Fabio Duarte                   | Rafael Montiel                  | EPM-SCOTT                 |
| 4.ª                     | Carlos Quintero         | Carlos Quintero       | Edward Beltrán              | Miguel Ángel Rubiano            | Edward Beltrán                | Edward Beltrán                   | Róbigzon Oyola                      | Brayan Hernández      | Javier Gómez                  | Edward Beltrán                      | Sebastián Caro                 | Javier Gómez                    | Medellín                  |
| 5.ª                     | Óscar Sevilla           | Óscar Sevilla         | Edward Beltrán              | Óscar Sevilla                   | Edward Beltrán                | Edward Beltrán                   | Róbigzon Oyola                      | Jhojan García         | Javier Gómez                  | Edward Beltrán                      | Alex Cano                      | Javier Gómez                    | Medellín                  |
| 6.ª                     | Rafael Montiel          | Óscar Sevilla         | Edward Beltrán              | Óscar Sevilla                   | Edward Beltrán                | Edward Beltrán                   | Róbigzon Oyola                      | Jhojan García         | Javier Gómez                  | Edward Beltrán                      | Miguel Andrés Mendoza          | William Muñoz                   | Manzana Postobón          |
| 7.ª                     | Didier Chaparro         | Alex Cano             | Edward Beltrán              | Óscar Sevilla                   | Alex Cano                     | Edward Beltrán                   | Róbigzon Oyola                      | Cristian Camilo Muñoz | Javier Gómez                  | Javier Gómez                        | Juan Pablo Suárez              | Diego Camargo                   | Coldeportes Zenú          |
| 8.ª                     | Edward Beltrán          | Alex Cano             | Edward Beltrán              | Óscar Sevilla                   | Alex Cano                     | Edward Beltrán                   | Róbigzon Oyola                      | Cristian Camilo Muñoz | Javier Gómez                  | Edward Beltrán                      | Óscar Quiroz                   | Camilo Pedroza                  | Coldeportes Zenú          |
| 9.ª                     | Jaime Castañeda         | Alex Cano             | Edward Beltrán              | Óscar Sevilla                   | Alex Cano                     | Edward Beltrán                   | Róbigzon Oyola                      | Cristian Camilo Muñoz | Javier Gómez                  | Edward Beltrán                      | Danny Osorio                   | Javier González                 | Coldeportes Zenú          |
| 10.ª                    | Jairo Cano Salas        | Alex Cano             | Edward Beltrán              | Óscar Sevilla                   | Alex Cano                     | Edward Beltrán                   | Róbigzon Oyola                      | Cristian Camilo Muñoz | Javier Gómez                  | Edward Beltrán                      | Rafael Pineda                  | Óscar Sevilla                   | Coldeportes Zenú          |
| Clasificaciones finales | Clasificaciones finales | Alex Cano             | Edward Beltrán              | Óscar Sevilla                   | Alex Cano                     | Edward Beltrán                   | Róbigzon Oyola                      | Cristian Camilo Muñoz | Javier Gómez                  | Edward Beltrán                      | no aplica                      | no aplica                       | Coldeportes Zenú\|        |